# Lederergasse (Wien)
Die Lederergasse ist eine Straße in der österreichischen Bundeshauptstadt Wien. Sie befindet sich im 8. Bezirk Josefstadt und wurde 1778 nach dem Wohnhaus des Ledergroßhändlers Philipp Kemeter benannt.

## Geschichte

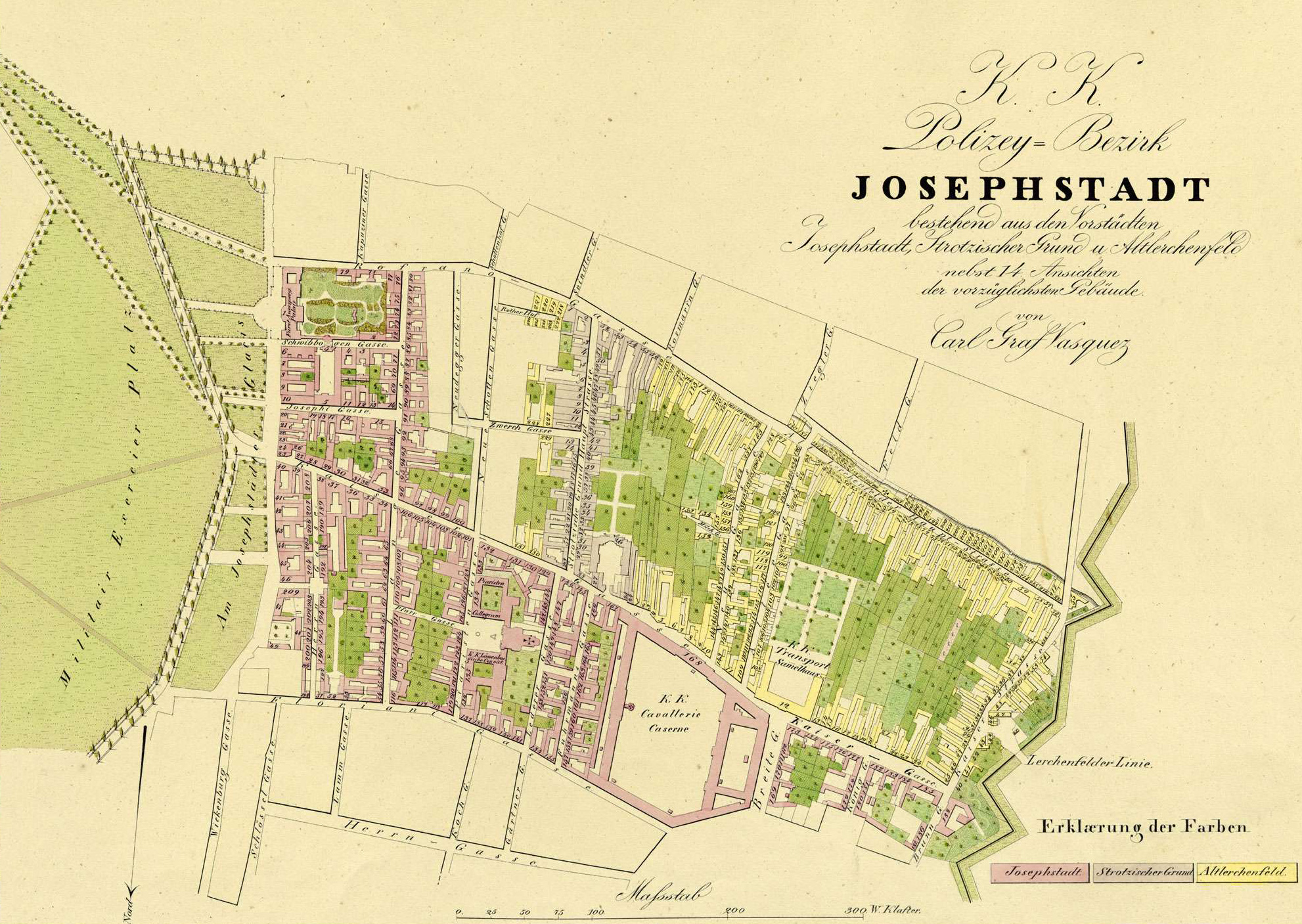
Lederergasse zwischen Josefstädter Straße (Kaiser-Gasse) und Florianigasse in der Vorstadt Josephstadt 1830

Die Lederergasse entstand zunächst als Verbindung zwischen Josefstädter Straße und Florianigasse in der Vorstadt Josefstadt, als um etwa 1700 erste Häuser errichtet wurden. Ursprünglich wurde sie als Hintere oder auch Obere Klostergasse benannt; 1778 erhielt sie ihren noch heute geltenden Namen. Nach 1787 wurde sie – in diesem Abschnitt erst Gärtnergasse benannt – in die Alservorstadt, die damals noch zur Vorstadt bzw. ab 1850 zum 9. Bezirk Alsergrund gehörte, bis zur Laudongasse verlängert. Ab 1862 wurde sie weiter bis zur Skodagasse verlängert und in der gesamten Länge als Lederergasse bezeichnet. Im selben Jahr wurde der südlich der Alser Straße gelegene Teil der Alservorstadt dem 8. Bezirk Josefstadt zugeschlagen, sodass nun auch die Lederergasse zur Gänze im 8. Bezirk verläuft.

## Beschreibung

### Verlauf
Folgt man der von Süden nach Norden verlaufenden Nummerierung der Häuser, beginnt die Lederergasse an der Josefstädter Straße als Verlängerung der Strozzigasse und führt in gerader Linie nach Norden bis zur Laudongasse, jenseits derer sie sich nach einem leichten Linksknick fortsetzt. Sie endet in einer annähernd T-förmigen Kreuzung an der Skodagasse; die höchsten Hausnummern sind 39 (Nr. 41 entspricht dem Eckhaus Skodagasse 28) an der Westseite und 32 an der Ostseite.

### Beschreibung
Der Lage in einem der inneren Bezirke entsprechend ist die Lederergasse dicht verbaut. Die Bausubstanz besteht überwiegend aus vier- bis fünfgeschoßigen Zinshäusern aus der Epoche des Historismus, mit vereinzelten Elementen des Jugendstils. Der erste Teil der Straße wird von der unverkleideten Ziegelfassade des Chors der Piaristenkirche Maria Treu beherrscht.

### Verkehr
Die Lederergasse wird als Einbahnstraße von der Skodagasse zur Josefstädter Straße geführt. Zusammen mit der Skodagasse bildet sie eine lokale Verbindung von der Alser Straße in den 8. und über Strozzi- und Neubaugasse weiter in den 7. Bezirk. Sie ist als Hauptstraße A klassifiziert. Es gilt durchwegs eine Geschwindigkeitsbeschränkung auf 30 km/h.
Diese Verbindung wird auch von der Autobuslinie 13A in Fahrtrichtung Hauptbahnhof benützt, nachdem von 1913 bis 1961 die Straßenbahnlinie 13 die Lederergasse befahren hatte. (Elektrischen Straßenbahnverkehr hatte es in der Lederergasse schon seit 1900 gegeben.) Außerdem besteht Zugang zu den kreuzenden Linien 5 und 33 in der Laudongasse sowie zur Linie 2 in der Josefstädter Straße.